# Love You Long Time
Love You Long Time és una pel·lícula filipina dirigida per Jaime P. Habac Jr., que s'estrenarà el 8 d'abril de l'any 2023. Produïda per Studio Three Sixty Inc., Love You Long Time és una de les vuit pel·lícules oficials que van competir en l'edició inaugural del 49è Festival de cinema d'estiu de Metro Manila (2023).

## Argument
Love You Long Time és una pel·lícula de gènere romàntic, amb una història que gira entorn de l'amor i un enfocament en la temporalitat o en la duració de l'amor. No s'han proporcionat encara detalls sobre la trama.

## Repartiment
El repartiment principal està integrat per,
- Carlo Aquino
- Eisel Serrano
- Ana Abad-Santos
- Arlene Muhlach
- Juan Miguel Severo
- Meanne Espinosa
- Patrick Quiroz